# Hesdin (municipi del Pas de Calais)
Hesdin és un municipi francès al departament del Pas de Calais (regió dels Alts de França). L'any 2007 tenia 2.409 habitants.

## Demografia

### Població
El 2007 la població de fet de Hesdin era de 2.409 persones. Hi havia 1.093 famílies de les quals 525 eren unipersonals (179 homes vivint sols i 346 dones vivint soles), 277 parelles sense fills, 176 parelles amb fills i 115 famílies monoparentals amb fills.
La població ha evolucionat segons el següent gràfic:

### Habitatges
El 2007 hi havia 1.377 habitatges, 1.137 eren l'habitatge principal de la família, 53 eren segones residències i 187 estaven desocupats. 758 eren cases i 570 eren apartaments. Dels 1.137 habitatges principals, 415 estaven ocupats pels seus propietaris, 694 estaven llogats i ocupats pels llogaters i 28 estaven cedits a títol gratuït; 81 tenien una cambra, 168 en tenien dues, 234 en tenien tres, 269 en tenien quatre i 385 en tenien cinc o més. 497 habitatges disposaven pel capbaix d'una plaça de pàrquing. A 637 habitatges hi havia un automòbil i a 131 n'hi havia dos o més.

### Piràmide de població
La piràmide de població per edats i sexe el 2009 era:
| Homes | Edats   | Dones |
| ----- | ------- | ----- |
| 8     | 95 o +  | 4     |
| 12    | 90 a 94 | 52    |
| 8     | 85 a 89 | 64    |
| 40    | 80 a 84 | 12    |
| 68    | 75 a 79 | 88    |
| 92    | 70 a 74 | 108   |
| 48    | 65 a 69 | 88    |
| 48    | 60 a 64 | 76    |
| 60    | 55 a 59 | 84    |
| 64    | 50 a 54 | 88    |
| 84    | 45 a 49 | 72    |
| 80    | 40 a 44 | 92    |
| 84    | 35 a 39 | 76    |
| 92    | 30 a 34 | 112   |
| 88    | 25 a 29 | 84    |
| 84    | 20 a 24 | 72    |
| 64    | 15 a 19 | 60    |
| 72    | 10 a 14 | 68    |
| 92    | 5 a 9   | 64    |
| 64    | 0 a 4   | 64    |

## Economia
El 2007 la població en edat de treballar era de 1.365 persones, 882 eren actives i 483 eren inactives. De les 882 persones actives 688 estaven ocupades (355 homes i 333 dones) i 194 estaven aturades (101 homes i 93 dones). De les 483 persones inactives 126 estaven jubilades, 97 estaven estudiant i 260 estaven classificades com a «altres inactius».

### Ingressos
El 2009 a Hesdin hi havia 1.167 unitats fiscals que integraven 2.261,5 persones, la mediana anual d'ingressos fiscals per persona era de 12.384 €.

### Activitats econòmiques
Dels 285 establiments que hi havia el 2007, 5 eren d'empreses extractives, 7 d'empreses alimentàries, 4 d'empreses de fabricació d'altres productes industrials, 8 d'empreses de construcció, 98 d'empreses de comerç i reparació d'automòbils, 7 d'empreses de transport, 25 d'empreses d'hostatgeria i restauració, 3 d'empreses d'informació i comunicació, 25 d'empreses financeres, 10 d'empreses immobiliàries, 28 d'empreses de serveis, 41 d'entitats de l'administració pública i 24 d'empreses classificades com a «altres activitats de serveis».
Dels 72 establiments de servei als particulars que hi havia el 2009, 1 era una oficina d'administració d'Hisenda pública, 1 oficina del servei públic d'ocupació, 1 gendarmeria, 1 oficina de correu, 9 oficines bancàries, 3 funeràries, 4 tallers de reparació d'automòbils i de material agrícola, 1 taller d'inspecció tècnica de vehicles, 1 establiment de lloguer de cotxes, 4 autoescoles, 1 guixaire pintor, 1 fusteria, 2 lampisteries, 2 electricistes, 12 perruqueries, 2 veterinaris, 1 agència de treball temporal, 15 restaurants, 6 agències immobiliàries, 2 tintoreries i 2 salons de bellesa.
Dels 61 establiments comercials que hi havia el 2009, 1 era un hipermercat, 3 grans superfícies de material de bricolatge, 6 fleques, 3 carnisseries, 3 llibreries, 23 botigues de roba, 2 botigues d'equipament de la llar, 4 sabateries, 1 una sabateria, 1 una botiga d'electrodomèstics, 1 una botiga de mobles, 2 drogueries, 3 perfumeries, 2 joieries i 6 floristeries.

## Equipaments sanitaris i escolars
El 2009 hi havia 1 hospital de tractaments de mitja durada (seguiment i rehabilitació), 1 un hospital de tractaments de llarga durada, 3 farmàcies i 2 ambulàncies.
El 2009 hi havia una escola maternal i dues escoles elementals. Hesdin disposava de dos col·legis d'educació secundària amb 694 alumnes.

## Poblacions properes
El següent diagrama mostra les poblacions més properes.